# 藤本紫媛
藤本 紫媛（ふじもと しおん、1994年2月17日 - ）は、日本の元AV女優。ギルフィ所属。

## 略歴・人物
東京都出身。2013年、「夏川遥（なつかわ はるか）」の芸名でデビューしたギャル系のAV女優。
2014年に「夏川エリカ（なつかわ えりか）」、さらに「藤本紫媛」に改名。
Twitterにて2017年での引退を発表。同年12月31日をもってAV引退。

## 出演作品

### アダルトDVD

#### 「夏川遥」名義
2013年
- 働くオンナ猟り vol.04 タイトスーツの美脚OLをハメ廻せ!! 西新宿 OL脚線美編（10月1日、プレステージ）他出演:内村りな、益若エリカ ほか
- 浜辺の美少女を、本気でヤッちゃいました。2013 vol.3 神奈川県 湘南ビーチで顔射ナンパ編（10月22日、プレステージ）他出演:臼井あいみ、日向小夏、蒼乃かな、篠原紗穂、川島さや、生駒はるな ほか
- どしろうとちゃんねる 7（11月1日、MAGIC）他出演:工藤美紗、松山由依、篠原紗穂
- 残虐レズいじめ 2 極悪ギャルVS美少女転校生 （12月5日、GARCON）共演:大槻ひびき、杏紅茶々、羽月希
- ギャルに拘束されて高速アナルピストン（12月5日、フリーダム）他出演:武井麻希、北川いつき、相葉レイカ、早川メアリー
- 痴漢してきた男を受け入れ中出し! 嫌がる女をトロトロになるまでイキ狂わせ続けたら、自ら生ハメ危険日中出しをおねだりするまで完堕ち!（12月19日、michiru）他出演:内村りな、柚木夏波
- 黒ギャル美脚女医（12月20日、虎堂）

2014年
- 臭マンギャルの顔騎放尿（1月5日、フリーダム）他出演:相葉レイカ、武井麻希、北川いつき、早川メアリー
- ギャルサーに監禁され射精モルモットにされた男（1月5日、フリーダム）共演:相葉レイカ、武井麻希、北川いつき、早川メアリー
- 極悪ギャルVS美人女教師 ガチレズ対決!! 2 新人女教師が極悪ギャル達に濃厚レズテクニックで立ち向かう!!（1月9日、GARCON）共演:波多野結衣、橘ひなた、みやび真央
- 女性用医療品メーカーに就職したら先輩OLたちの放尿便器奴隷にされた僕（1月9日、GARCON）共演:大槻ひびき、杏紅茶々、羽月希
- 黒ギャル フェラコレクション（1月22日、虎堂）他出演:芹那、夢咲かのん、hinano、小坂りず、さくら悠、杏紅茶々、相葉レイカ、上原花恋、橘なお
- 露出の高いギャルを路上拉致! 媚薬レイプ!! 2（2月6日、GARCON）他出演:堀波多野結衣、みやび真央、橘ひなた
- バレたら退学必至!現役女子大生のキケンすぎるバイト 8（2月14日、S級素人）他出演:愛原ゆあ、竹下紗栄子、矢沢りょう
- 生人形地獄逝き vol.12（3月13日、Baby Entertainment）
- “男前”であろうとする乙女心（3月28日、バルタン）
- 競泳水着 顔面騎乗（5月5日、フリーダム）他出演:宮間葵、桜井あゆ、西川りおん、芹沢つむぎ、藤嶋唯、北川いつき、風間ゆみ、相葉レイカ、葵こはる、大槻ひびき、有村千佳、早川メアリー、湊莉久、武井麻希、如月ゆうき、結城みさ、相沢恋、友田彩也香
- ガチ本番!! 特上素人ナンパ即挿入!! in横浜（5月9日、S級素人）他出演:あおば結衣、川菜美鈴、佐倉あいる、春山めい、前田由美、鈴本遥
- 完全主観 罵倒地獄 Vol.4 〜そのドギツイ痛罵と軽蔑した表情で感じてしまう僕〜（6月5日、フリーダム）他出演:白鳥ゆな、阿部乃みく、夏目優希、武井麻希、相沢恋、乙葉ななせ、新山かえで、山本美和子、元山はるか、篠宮ゆり、北川いつき、相葉レイカ、尾上若葉、小西まりえ、桜井あゆ、早川メアリー、祐花凛、笠井めぐみ、宮間葵、有本紗世、初芽里奈、西川りおん、涼風ことの、和久井なな、千星はるか、ほのかまゆ、星月莉央、星海レイカ、早川りな、聖菜アリサ、乃々羽愛、三条加奈子、本澤朋美、間宮純、百田まゆか、寿まゆ

#### 「夏川エリカ」名義
2014年
- ギャルボディコン キャットファイト選手権!! 最強ギャルたちのド迫力バトル（2月6日、GARCON）共演:上原花恋、新城えりな、杏紅茶々、結城まりん、早川メアリー、涼風ことの、くるみ結
- ごっくんドキュメント 5（4月4日、S.P.C）
- 花魁ギャル逆3Pソープ（4月10日、GARCON）共演:早川メアリー　他出演:涼風ことの、杏紅茶々、上原花恋、結城まりん、新城えりな、くるみ結
- ギャルVS 悪ガキ痴漢レイプ!! 2 不法侵入編（4月10日、GARCON）他出演:上原花恋、涼風ことの、愛咲リア
- ロディオ・ギャルズ★ザーメン・パーティー in Tokyo 騎っかり腰ふり黒ギャルを真っ白に汚す素人汁（4月11日、ドリームチケット）
- 超極悪ギャル!! vol.3（5月10日、GARCON）共演:桜井あゆ、相葉レイカ、上原花恋
- 電車・学校・公衆トイレで生意気なギャルに大量ザーメン連続ブッカケレイプ（7月10日、GARCON）他出演:涼風ことの、上原花恋、愛咲リア
- 極上キャバドレスのギャルをイヤというほど触りまくりテロテロ生地に勃起チ○ポを押し付けてザーメンで汚したい!!（8月7日、GARCON）他出演:涼風ことの、上原花恋、咲羽まりん
- ギャルは顔舐めで愛を表現する Part.03（8月8日、ドリームチケット）他出演:桜井あゆ、涼風ことの、紅音レイラ、春乃なな、益若エリカ、瀧澤まい
- 黒ギャル マンコ!マンコ!マンコ! 黒マンコおっぴろげ コレクション（8月14日、虎堂）他出演:鈴木なつ、涼風ことの、さくら悠、上原花恋、相葉レイカ、つばさ、橘なお、杏紅茶々、夢咲かのん、Hinano、Ayami
- 美女と包茎 5 オール真性包茎しゃぶり（9月19日、S.P.C）他出演:佐々木恋海、阿部乃みく、有本紗世、彩城ゆりな、涼風ことの、羽月希

2015年
- 怒顔騎フェラ（2月5日、GARCON）他出演:紅音レイラ、春乃なな、北川いつき、桜井あゆ、涼風ことの、るな、愛咲リア、芹野莉奈、相葉レイカ、二宮ナナ、楓ゆうか、上原花恋、HIKARI
- 超エロカワギャルが恥じらいながら男の顔に跨りイヤラしく腰を振る ギャル恥じらい顔騎（6月6日、GARCON）他出演:白咲碧、夕城芹、大見はるか、伊藤りな、涼風ことの、上原花恋、真野ゆりあ、堀口真希、愛原れの、橙乃まり、伊東エナ、櫻木梨乃

#### 「藤本紫媛」名義
2015年
- 新人 今、六本木で会える噂のスケベなお姉さま真正中出しデビュー（5月25日、本中）
- 仕込まれた媚薬が効き過ぎて急激に発情し中出しさせる全身性感帯ギャル（6月1日、DOC）他出演:西条沙羅、榊原レミカ
- 強制おしゃぶり 喉撃ちごっくん 屈辱の初ごっくん20発（7月1日、MOODYZ）
- 目の前に止まった車の助手席にいる、すまし顔した女の胸があまりにも大きくて… 5（7月10日、DOC）他出演:折原ほのか ほか
- ギャルハメウィークエンド!! Vol.001（7月10日、プレステージ）共演:柏木胡桃、市島亜美 ほか
- 「ヤらせて」も1モテにカウントする超モテギャル（7月24日、バルタン）
- LESBIAN BLACK GALS 〜ギャルサー×媚薬!!パラパラ乱交∞絶頂レズパラダイス〜（8月7日、ビビアン）共演:工藤美紗、蓮実クレア、HIKARI、上原花恋
- ギャルにオナホを渡し「僕のチ○コを思いっきりシゴいて下さい!」（8月21日、DOC）※「みゆ」名義　他出演:りんこ、あんな、みく、りさ、みき、エミリ、まゆ、ちか
- うまなみの兄にめろめろにされた弟嫁（8月27日、タカラ映像）
- シ十物語 〜AV女優に逢いたくて〜（9月1日、バルタン）※AV OPEN 2015 エントリー作品　他出演:なごみ、なつめ愛莉、三上里穂、翼みさき、西山樹、海野空詩、七瀬ひとみ、愛原れの、東城華菜
- 黒ギャル日焼け跡専門デリバリーヘルス Vol.6（9月18日、虎堂）
- 常にべろチュウ メンズエステ（9月24日、アイエナジー）
- ボディジャック 8 Evolution 憑依ケータイアプリ完結編（9月24日、ROCKET）他出演:水野朝陽、京野明日香、月島えみり、早乙女ありさ
- どスケベ痴女お姉さんのウルトラボディコン風俗店 CLUB DIVA（9月25日、デジタルアーク）
- チン舐めの女王と呼ばれた川崎のフェラ妻（9月25日、煩悩組）
- 生姦中出し裏バイト 14（9月30日、KIプランニング）※「神矢蘭奈」名義
- 本番禁止の都内有名デリヘルでただ口説いてヤルだけじゃ収まらない! ぎらついた男たちがデリヘル嬢に生中出しするまで コスプレデリヘル集 2（10月8日、Mr.michiru）他出演:可愛まゆ ほか
- 露出したキャバ嬢の胸が刺激的で見とれていると彼女が気づき、やたらと目を合わせてきたので… 2（10月10日、DOC）他出演:霧島さくら
- 渋谷道玄坂にある絶滅危惧種の生意気黒ギャルばかりを狙うオイルマッサージ店 2（10月22日、MAGIC）他出演:ERIKA、紅音レイラ、霜月るな
- 変態夫婦サークル 夫に目隠し放置され 他人に寝取られる妻たち（10月23日、UMANAMI）
- 淫語中出しソープ 49（10月25日、AVS Collector's）
- 禁断の巨乳パイパン妊娠OK中出しバイト（10月25日、豊彦）
- ゲスの極み映像 ギャル5人目（11月2日、フルセイル）
- 「誰でもいいからして!」 媚薬を盛られ気が狂う程に躰が疼き性欲に逆らえない美人メッセンジャー 2（11月2日、DOC）他出演:榎本優樹菜、優和
- 媚薬!発情!中出し!野外フェス!! 〜サンオイルに仕込まれた媚薬が効きすぎちゃって!見つけたチ●ポは中に出すまで離さない!!〜（11月2日、DOC）共演:ERIKA、AIKA、一条リオン、松本メイ
- 腰振りBITCH DANCE & FUCK（11月10日、MARRION）
- 藤本紫媛が世界最大のデカチン黒人とガッツリ生中出し（11月26日、ROCKET）
- 素人Gカップ巨乳のスキューバーダイビングのインストラクターが汗ダクセックスの最後は中出ししちゃいます!! SIONちゃん23才（11月27日、UMANAMI）

2016年
- 真・時間が止まる腕時計パート5 妄想お年玉3時間スペシャル (1月8日、ROCKET) 他出演:夏希みなみ、大場ゆい、早瀬ありす
- 出張巨乳メンタルクリニック (3月5日、アイエナジー) 他出演:椿かなめ、西川りおん、若槻みづな、栞菜まなみ
- 危険日直撃!!子作りできるソープランド 7 (3月5日、Mr.michiru) 他出演:瀬名まお、川瀬麻衣
- 黒ギャルビッチな射精管理 3 (3月17日、ROCKET) 共演:上原花恋
- ニセの女性ファッション誌アンケートに「ギャルが嫌い!」と回答した一般男性は、藤本紫媛のソソるヤリマンテクニックにどこまで耐えることができるのか? (3月17日、SOSORU×GARCON)
- ガチンコ全裸レズバトル 5 (5月12日、ROCKET) 共演:尾上若葉、霧島さくら、江上しほ
- 公然猥褻されちゃってアエギ声すら出せない僕 (6月3日、ワープエンタテインメント)
- 経験豊富な優しい素人お姉さんが最高の童貞筆おろし (6月9日、アイエナジー) 他出演:桜ちなみ、一条リオン、NOA、上原花恋
- 美脚巨乳ギャルM男淫語責め (9月1日、OFFICE K'S) ※「AV OPEN 2016」マニア・フェチ部門 エントリー作品
- 囁き淫語メンズ性感サロン (11月1日、Fetish Box/妄想族)
- 黒ギャルBODYボンデージ (12月1日、Fetish Box/妄想族)
- 巨乳エステティシャンが透けパイで密着 シースルービキニマッサージ シースルーパイズリ、シースルー素股、秘密の裏メニューで超密着生ハメSEX (12月8日、ROCKET) 他出演:とみの伊織、雨音わかな

2017年
- 『ヤンキー』ヤリマン学習帳 ナンパ連れ込みSEX隠し撮り。DQNパイセンのヤリ部屋でコーマン盗撮、勝手にAV発売される激マブ娘。紫媛と未帆（7月28日、プレステージ）

### イメージDVD
- fake 元ヤ○マ○のグラドルと瓜二つ!（2014年8月15日、）※「岩佐まゆ」名義
- 神聖Deep（2015年8月31日、spel park）※「高柳かずは」名義
- スキンヌード（2015年9月28日、INTEC Inc）